# Albert Hackelsberger

Albert Hackelsberger

Albert Hackelsberger (* 17. Oktober 1893 auf Gut Poikam; † 25. September 1940 in Freiburg im Breisgau) war ein deutscher Unternehmer und Politiker (Zentrum).

## Leben

### Jugend, Militärzeit, Studium und Beruf
Hackelsberger wurde als Sohn eines Gutsbesitzers geboren. Er besuchte humanistische Gymnasien in Regensburg und München. Von 1914 bis 1918 nahm er im 3. Badischen Dragoner-Regiment „Prinz Karl“ Nr. 22, zuletzt als Leutnant, am Ersten Weltkrieg teil. Er wurde dreimal verwundet und mehrfach ausgezeichnet.
Nach der Novemberrevolution wurde Hackelsberger Vorsitzender des Soldatenrates in Lörrach. 1919 übernahm er das Kommando des Grenzschutzes West des badischen Volksheeres. Im selben Jahr schied er als Rittmeister aus der Reichswehr aus. Anschließend begann er sich verstärkt politisch in der Zentrumspartei zu engagieren, in die er 1919 eingetreten war.
1920 begann Hackelsberger zunächst ein Studium der Nationalökonomie an der Albert-Ludwigs-Universität Freiburg, das er 1921 an der Ruprecht-Karls-Universität Heidelberg fortsetzte. Anschließend studierte er Rechtswissenschaften an der Julius-Maximilians-Universität Würzburg, in Freiburg und Heidelberg. Parallel dazu durchlief er von 1922 bis 1925 eine Ausbildung im Bankwesen und in kaufmännischen Betrieben. 1923 wurde er in Heidelberg zum Dr. phil. und 1925 in Würzburg zum Dr. jur. promoviert.
Hackelsberger hatte Helene van Eyck geheiratet. 1925 wurde er nach dem Rückzug seines Schwiegervaters Georg van Eyck Generaldirektor der Firma J. Weck & Co. in Öflingen und behielt die Position bis 1938.

### Politische Tätigkeit
Bei der Reichstagswahl vom Juli 1932 wurde Hackelsberger als Kandidat des Zentrums für den Wahlkreis 32 (Baden) in den Reichstag gewählt. Bei den Reichstagswahlen vom November 1932 und vom März 1933 wurde Hackelsbergs Mandat als Zentrums-Kandidat bestätigt.
Anfang 1933 wurde Hackelsberger zu einem der beiden stellvertretenden Vorsitzenden der Zentrumspartei gewählt. Im März 1933 war er zusammen mit dem Vorsitzenden der Partei Ludwig Kaas und dem anderen stellvertretenden Vorsitzenden, Adam Stegerwald, einer von drei Zentrums-Vertretern, die mit Adolf Hitler über die Bedingungen für eine Zustimmung des Zentrums zum Ermächtigungsgesetz verhandelten. Seine Unterstützung Hitlers begründete er mit seiner Auffassung, dass dieser das kleinere Übel sei, das man stützen müsse, um größere Gefahren abzuwenden: „Hitler ist Kerenski. Mehr als ein Lenin lauert hinter den Kulissen.“

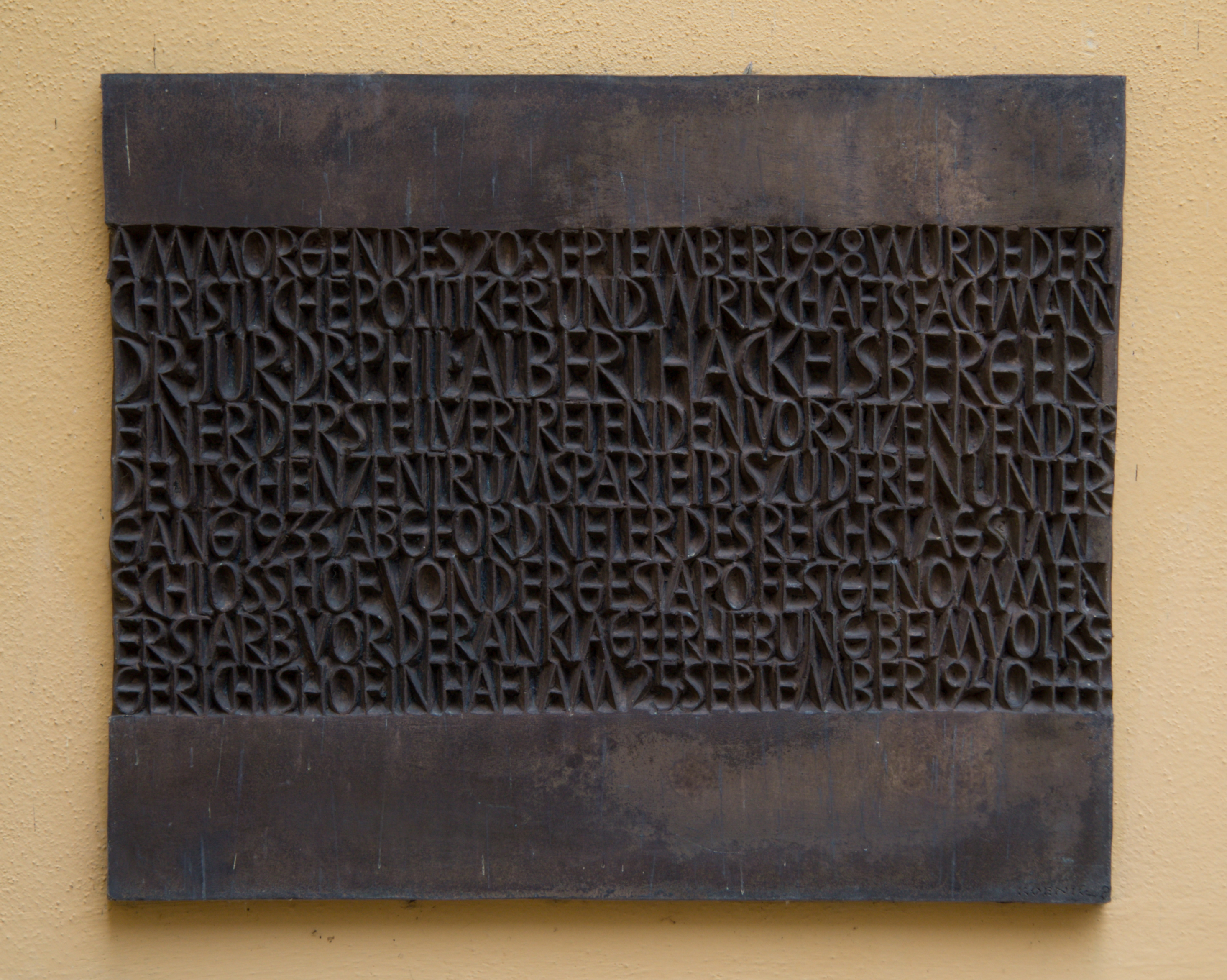
Gedenktafel in der heutigen Evangelischen Akademie Tutzing

Im Juli 1933 wurde Hackelsberger Verbindungsmann zwischen den ehemaligen Zentrumsabgeordneten des Reichstags, die dem Parlament nun als parteilose „Gäste“ angehörten, und der NSDAP.
Vom 7. bis zum 14. Juni 1933 hielt Hackelsberger sich im Zusammenhang mit den Verhandlungen über das Reichskonkordat in Rom auf: Dort übermittelte er Franz von Papen Kaas’ Wünsche über die Fassung des Entpolitisierungsartikels und überbrachte Heinrich Brüning den Text des Konkordatsentwurfes.
Von November 1933 bis Dezember 1938 gehörte er dem Reichstag dann als Hospitant der NSDAP-Fraktion an.
1934 wurde Hackelsberger von der badischen Regierung für die Vermittlung des in St. Blasien leerstehenden Abteigebäudes beauftragt. Hackelsberger setzte sich daher nun dafür ein, die Gebäude den Jesuiten der Stella Matutina aus Feldkirch zur Nutzung als Schule mit Internat zur Verfügung zu stellen. Hierzu war ein Bedarf dadurch entstanden, dass die Nationalsozialisten die Reichsgrenzen für volksschulpflichtige Kinder und den Devisenfluss nach Österreich gesperrt hatten, um der Jesuitenpädagogik in dem deutschen Auslandskolleg entgegenzuwirken.
Seine, unter vielen Opfern, maßgebliche Beteiligung an der Gründung des Kollegs St. Blasien wird als Abneigung und klarer Affront gegen das NS-Regime bewertet. Sie ist sicherlich unter anderem auch kausal für seine spätere Inhaftierung.

### Verhaftung und Tod
Am 20. September 1938 wurde Hackelsberger auf Schloss Tutzing bei Tutzing am Starnberger See, das er 2 Jahre zuvor als Sommersitz erworben hatte, von der Geheimen Staatspolizei verhaftet. Nach einem Zwischenaufenthalt in München wurde er ins Freiburger Untersuchungsgefängnis gebracht. Vorgeworfen wurden ihm „Volksverrat“ und „Devisenvergehen“, zu einer Anklage kam es jedoch nicht. Im Dezember 1938 wurde ihm sein Reichstagsmandat aberkannt, Nachfolger bis zum Kriegsende war Adolf Schmid. Das Kolleg St. Blasien wurde schon im März 1939 von den nationalsozialistischen Machthabern wieder geschlossen, „da die Voraussetzungen, unter denen die Genehmigung erteilt wurde, nicht mehr als gegeben anzusehen sind“.
Im August 1940, nach zweijähriger Einzelhaft und zahlreichen Gestapoverhören, erkrankte Hackelsberger und wurde in eine Freiburger Klinik gebracht. Dort galt er weiter als Untersuchungsgefangener, der in einem Einzelzimmer „stets unter Verschluß zu halten“ war. Sechs Wochen später starb er an den Folgen der Haftbedingungen in Verbindung mit einer Krankheit aus dem Ersten Weltkrieg.
Der Nachlass von Hackelsberger wurde laut der „Zentralen Datenbank Nachlässe“ von der Gestapo beschlagnahmt. Sein Verbleib gilt derselben Datenbank zufolge als unbekannt. Teile seiner Kunstsammlung wurden im Oktober 1940 in Berlin als Sammlung Schloss Tutzing versteigert. Seine Frau Helene verkaufte 1940 das Schloss an Ida Kaselowsky, Erbin der Firma Oetker in Bielefeld.

## Mitgliedschaften
- Mitglied des Badisch-Westfälischen Ausschusses der Deutschen Bank 1930
- Verwaltungsrat der Deutschen Reichsbahn
- Wirtschaftsbeirat der Reichsregierung 1931 bis 1933
- Vorstandsmitglied des Reichsverbandes der Deutschen Industrie,
- Vorstandsmitglied des Reichsbundes Deutscher Metallwarenindustrie
- Vorstandsmitglied des Südwestdeutschen Industriellenverbandes.
- Präsident der Oberbadischen Handelskammer in Schopfheim
- Landesarbeitsrichter
- Vorstandsmitglied der deutsch-Schweizerischen Handelskammer in Zürich
- Vorstandsmitglied der Internationalen Handelskammer Paris.
- Mitglied des Generalrates der Deutschen Wirtschaft[8]

## Auszeichnungen
- Eisernes Kreuz erster und zweiter Klasse
- Königlicher Hausorden von Hohenzollern
- badischer Militär-Karl-Friedrich-Verdienstorden
- Orden vom Zähringer Löwen
- österreichisches Militärverdienstkreuz
- Kreuz des Gregoriusordens, verliehen am 21. Mai 1934 auf Antrag des Freiburger Erzbischofs Conrad Gröber

## Kritik
- Heinrich Brüning warf ihm vor, bereits frühzeitig auf die Annahme des Ermächtigungsgesetzes durch die Zentrumsabgeordneten und später auf die Auflösung der Zentrumspartei gedrängt zu haben[9].
- Reinhold Heinen geringschätzte Hackelsberger als „politischen Geschäftemachter“.

## Schriften
- Von Erfurt nach Görlitz. Studie über die geistige Wandlung des Sozialismus. s. l. 1923. (Heidelberger Dissertation)
- Die Erpressung unter Berücksichtigung der deutschen Entwürfe zu einem Reichsstrafgesetzbuch und des österreichischen und schweizerischen Rechts. s. l. 1925. (Würzburger Dissertation)
- Gott, Mensch, Technik, Wissenschaft. Paderborn 1937.
- Enzyklika Quadragesimo anno und die neue Wirtschaftsordnung. Essen 1933.

## Gedenken
- Im Innenhof des Schlosses Tutzing erinnert eine Gedenktafel an ihn.